# Neuwerk (stadsdel, Hamburg)
Neuwerk är förvaltningsmässigt en stadsdel inom stadsdelsområdet Hamburg-Mitte, men ligger som en exklav cirka 10 mil från Hamburg, i Vadehavet (tyska: Wattenmeer) vid Elbes mynning i Nordsjön. Närmaste stad är Cuxhaven, i Niedersachsen, 14 km sydost om huvudön.
Neuwerk omfattar den namngivande, bebodda huvudön Neuwerk samt öarna Scharhörn och Nigehörn. De ingår alla i Nationalpark Hamburgisches Wattenmeer, som inrättades 1990.